# 马拉尼昂河畔圣多明戈斯
马拉尼昂河畔圣多明戈斯是巴西马拉尼昂州的一个市镇。总面积1303.155平方公里，总人口31964人，人口密度24.5人/平方公里。